# Cantón de Lens-Noreste
El cantón de Lens-Noreste era una división administrativa francesa, que estaba situada en el departamento de Paso de Calais y la región de Norte-Paso de Calais.

## Composición
El cantón estaba formado por dos comunas, más una fracción de la comuna que le daba su nombre:
- Annay
- Lens (fracción)
- Loison-sous-Lens

## Supresión del cantón de Lens-Noreste
En aplicación del Decreto núm. 2014-233 de 24 de febrero de 2014, el cantón de Lens-Noreste fue suprimido el 22 de marzo de 2015 y sus 3 comunas pasaron a formar parte del nuevo cantón de Lens.